# یواس‌اس سم هیوستون (۱۸۶۱)
یواس‌اس سم هیوستون (۱۸۶۱) (به انگلیسی: USS Sam Houston (1861)) یک کشتی بود که طول آن not known بود. این کشتی در سال ۱۸۶۲ ساخته شد.